# 카즈산
카즈산(튀르키예어: Kaz Dağı) 은 튀르키예 북서부 트로이아 유적 남동쪽 에드레미트만 북쪽 해안에 위치한 산이다. 고대에는 이다산(튀르키예어: İda Dağı) 이라는 이름으로 불렸으며, 고대 그리스인들은 이 산을 숭배의 대상이었던 키벨레에게 바쳤다. 